# Ellesse Andrews
Ellesse Andrews (31 de dezembro de 1999) é uma desportista neozelandesa que compete no ciclismo na modalidade de pista. Participou nos Jogos Olímpicos de Verão de 2020, obtendo uma medalha de prata na prova de keirin.

## Palmarés internacional
| Jogos Olímpicos | Jogos Olímpicos | Jogos Olímpicos  | Jogos Olímpicos |
| Ano             | Lugar           | Medalha          | Competição      |
| --------------- | --------------- | ---------------- | --------------- |
| 2020            | Tóquio ( Japão) | Medalha de prata | Keirin          |